# Нормалізація (в історії Польщі)
Нормалізація — політика врегулювання українсько-польських відносин, здійснювана шляхом порозуміння між проводом Українського Національно-Демократичного Об'єднання (УНДО) і польським урядом 1935-38.
Початок «Н.» поклали переговори представників УНДО (В. Мудрий, О. Луцький і В. Целевич) з міністром внутрішніх справ Польщі М. Зиндрамом-Косцялковським 29 травня 1935 у Варшаві та укладена внаслідок них угода про участь українців у виборах до вищих законодавчих органів Польщі. «Н.» була спричинена спробами українських політиків пристосуватися до нових внутрішніх (посилення тоталітарних тенденцій у суспільно-політичному житті Польщі) та міжнародних (важке становище українців в СРСР, зближення між Третім Рейхом та Польською республікою) умов.
Після українсько-польської конфронтації літа-осені 1930 (див. «Пацифікація у Галичині (1930)») в УНДО активізувалася консервативна група (М. Галущинський, О. Луцький та ін.), що виступала за врегулювання відносин з державою та польським суспільством (розмови делегації Української парламентарної репрезентації з представниками польського правлячого табору в лютому 1931). На початку 1935 голова партії Д. Левицький у своїй промові в сеймі висловився за конструктивну співпрацю з державою на засаді задоволення слушних потреб українців. Ідею «Н.» підтримали верхи українських фінансово-економічних та культурно-просвітніх інституцій, єпископат греко-католицької церкви. До виборчої угоди УНДО з урядом приєдналася католицька політична група — Українська Народна Обнова (УНО).
«Н.» обмежилася лише територією Галичини. Вибори 1935 принесли українцям 14 місць в сеймі (УНДО — 13, УНО — 1) і 5 в сенаті (УНДО — 4; УНО — 1); В. Мудрий (від жовтня 1935 -голова УНДО) став віце-маршалом сейму, А. Горбачевський — віце-маршалом сенату. Українські посли в сеймі визнали т. зв. «державні конечності»: голосували за державний бюджет, військові закони. В руслі нормалізаційного порозуміння ЦК УНДО сформулював ряд постулатів (поданих в формі меморіалів на адресу уряду): припинення колонізації українських земель поляками, скасування обмежень у доступі української молоді до вищих шкіл, відкриття українського університету, розширення сфери вживання української мови, амністії для політв'язнів, ліквідації концтабору в Березі Картузькій, повернення українцям Народного дому і Ставропігійського інституту, поширення прав українців у місцевій самоуправі та доступу їх до державної служби, надання фінансової підтримки українським товариствам та ін.
В грудні 1938 УПР внесла проект закону про надання західноукраїнським землям автономії. Уряд частково задовільнив деякі з цих вимог: проведено амністію, з якої скористалися і українці, українським фінансово-економічним інституціям надано кредити, дозволено вживати термін «український», хоча й збережено в ужитку терміни «руський» та «русинський». Проте більшість українських постулатів не була виконана. Натомість положення українців в ряді ділянок життя (земельні відносини, шкільництво, державна служба) під час «Н.» погіршувалося. Водночас під протекцією урядових та військових кіл і місцевої адміністрації активізували свою протиукраїнську діяльність польські шовіністичні організації в Галичині. Невдача «Н.» спричинила кризу, і опозицію в УНДО (Д. Левицький, В. Кузьмович, І. Кедрин-Рудницький та інші — так звана група «Діла») та консолідацію на антинормалізаційному ґрунті різних українських політичних угрупувань (див. Контактний Комітет). Зміна внутрішньополітичних умов (зростання протиукраїнських тенденцій в політиці держави) та міжнародної ситуації (т. зв. чехо-словацька криза, справа Карпатської України) прискорили припинення політики «Н.» В грудні 1938 В. Мудрий проголосив «Н.» недійсною.